# Van-Bemmelen-Bulldoggfledermaus

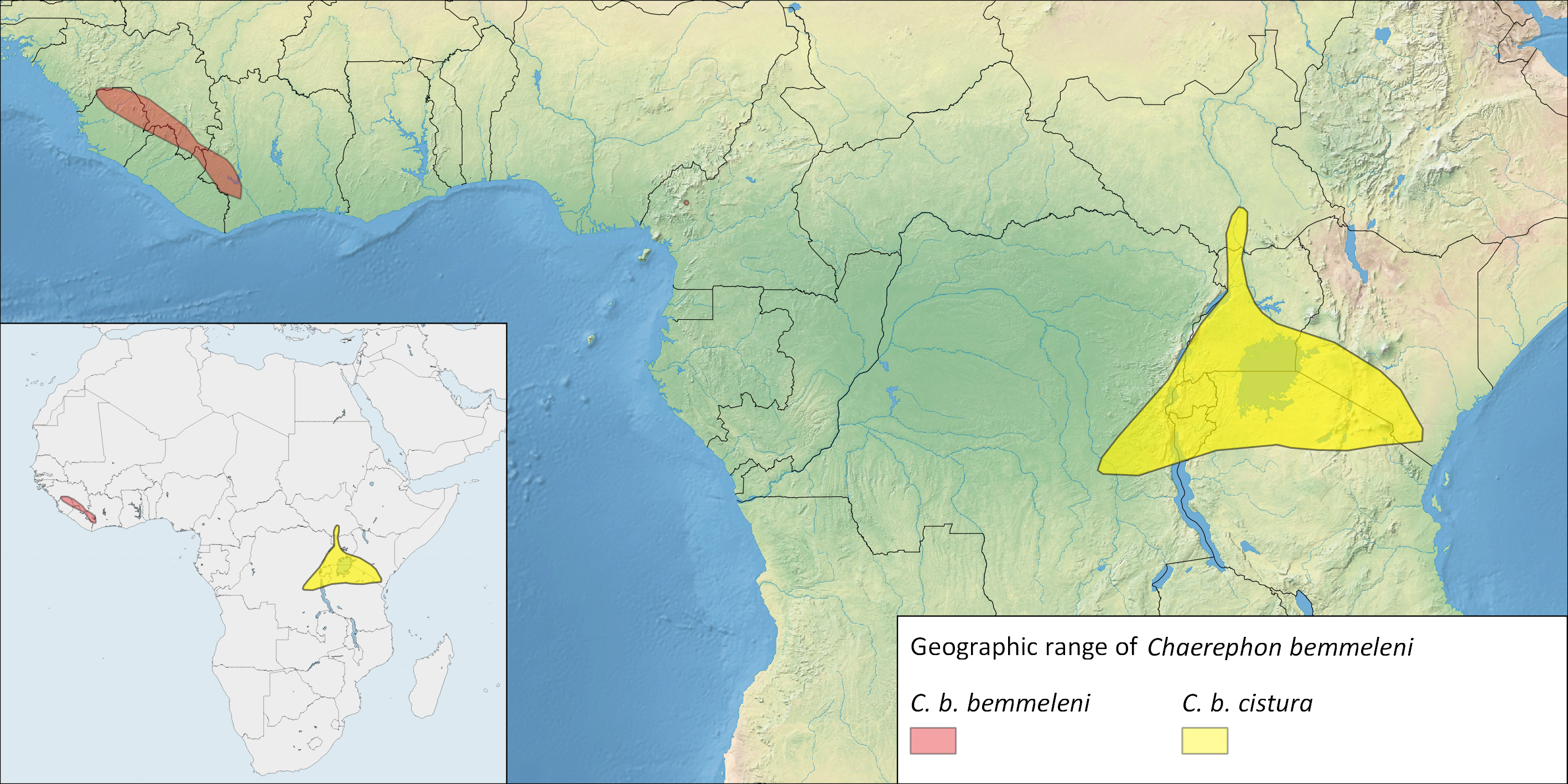
Verbreitungsgebiet der beiden Unterarten der Van-Bemmelen-Bulldoggfledermaus

Die Van-Bemmelen-Bulldoggfledermaus, auch Schwanzdrüsen-Fledermaus (Chaerephon bemmeleni) ist eine in Afrika vorkommende Fledermausart der Gattung der Freischwanzfledermäuse.

## Beschreibung
Die Kopf-Rumpflänge der Van-Bemmelen-Bulldoggfledermaus beträgt etwa 60 bis 70 Millimeter, der 34 bis 40 Millimeter lange Schwanz ragt aus der Schwanzflughaut heraus. Das Fell ist dunkelbraun und kurz, die Bauchseite etwas heller gefärbt. Die Flanken sind weißlich gefärbt. Die Farbe der Flughäute sowie der Schwanzflughaut ist grau. Die Schwanzflughaut ist unbehaart. Namensgebend sind die bei beiden Geschlechtern am Anfang des Schwanzes liegenden beutelartigen Drüsen. Durch diese Drüsen kann die Fledermausart von allen anderen Arten der Familie der Bulldoggfledermäuse unterschieden werden. Die Ohren sind durch einen Hautstreifen miteinander verbunden, die obere Lippe ist faltig. Der kleine Tragus wird durch einen großen Antitragius verdeckt.

## Systematik & Verbreitung
Es werden zwei Unterarten unterschieden:
- Chaerephon bemmeleni bemmeleni (Jentink, 1879) vorkommend in Guinea, Sierra Leone, Liberia, Elfenbeinküste und Kamerun[1]
- Chaerephon bemmeleni cistura (Thomas, 1903) vorkommend in Südsudan, Uganda, der Demokratischen Republik Kongo, im südwestlichen Kenia sowie im Norden von Tansania[1]

## Lebensweise
Die Van-Bemmelen-Bulldoggfledermaus ist nachtaktiv, ihre Quartiere befinden sich vermutlich in Baumhöhlen und Felsspalten. Sie kommt sowohl im Tieflandregenwald als auch in verschiedenen Savannentypen wie z. B. Grassavannen und Baumsavannen vor.

## Etymologie & Forschungsgeschichte
Die Art wurde 1879 von Fredericus Anna Jentink unter der Bezeichnung Nyctinomus bemmeleni erstbeschrieben. Der Name ehrt Adriaan Anthoni van Bemmelen, den damaligen Direktor des Zoologischen Garten Rotterdams, der das Typusexemplar zur Verfügung stellte. Der genaue Fundort des Holotypus ist unbekannt.

## Gefährdung
Aufgrund des großen Verbreitungsgebiets, der vermutlich großen Population sowie das Vorkommen in geschützten Gebieten wird die Van-Bemmelen-Bulldoggfledermaus seitens der IUCN als nicht gefährdet („least concern“) eingeschätzt.